# Emma Navne
Emma Ejrup Navne (født 18. december 1997) er en dansk håndboldspiller, som til dagligt spiller for den danske klub København Håndbold. Hun har tidligere spillet i Ajax København, Nykøbing Falster Håndboldklub, TMS Ringsted og Lugi HF. Hun stammer oprindelig fra Nakskov og blev student fra Nakskov Gymnasium i 2016.